# Scathophaga milani
Scathophaga milani är en tvåvingeart som beskrevs av Sifner 1981. Scathophaga milani ingår i släktet Scathophaga och familjen kolvflugor.
Artens utbredningsområde är Albanien. Inga underarter finns listade i Catalogue of Life.